# Mistrzostwa Polski Seniorów w Lekkoatletyce 2015
91. Mistrzostwa Polski Seniorów w Lekkoatletyce – zawody lekkoatletyczne, które odbyły się między 19 i 21 lipca 2015 na stadionie AWF w Krakowie.
Organizatora mistrzostw Zarząd Polskiego Związku Lekkiej Atletyki wybrał 20 października 2014.

## Rezultaty

### Mężczyźni
| Konkurencja:                  | 1. miejsce                                                                         | Rezultat    | 2. miejsce                                                                          | Rezultat  | 3. miejsce                                                                         | Rezultat    |
| Bieg na 100 m                 | Przemysław Słowikowski WKS Flota Gdynia                                            | 10,39 PB    | Karol Zalewski KS AZS UWM Olsztyn                                                   | 10,42 SB  | Kamil Masztak WKS Grunwald Poznań Remigiusz Olszewski OŚ AZS Poznań                | 10,43 SB    |
| Bieg na 200 m                 | Karol Zalewski KS AZS UWM Olsztyn                                                  | 20,47       | Kamil Kryński KS Podlasie Białystok                                                 | 20,91 SB  | Adam Pawłowski OŚ AZS Poznań                                                       | 20,96       |
| Bieg na 400 m                 | Łukasz Krawczuk WKS Śląsk Wrocław                                                  | 46,21 SB    | Jakub Krzewina WKS Śląsk Wrocław                                                    | 46,36     | Kacper Kozłowski KS AZS UWM Olsztyn                                                | 46,38 SB    |
| Bieg na 800 m                 | Adam Kszczot RKS Łódź                                                              | 1:46,70     | Marcin Lewandowski SL Zawisza Bydgoszcz                                             | 1:47,32   | Artur Kuciapski AZS-AWF Warszawa                                                   | 1:47,64     |
| Bieg na 1500 m                | Grzegorz Kalinowski MKL Toruń                                                      | 3:45,51     | Szymon Krawczyk WKS Śląsk Wrocław                                                   | 3:46,89   | Krzysztof Żebrowski SKS Feniks Siedlce                                             | 3:47,10     |
| Bieg na 5000 m                | Krzysztof Żebrowski SKS Feniks Siedlce                                             | 14:21,97 PB | Damian Kabat WMLKS Pomorze Stargard                                                 | 14:25,04  | Dawid Malina TL ROW Rybnik                                                         | 14:25,79 PB |
| Bieg na 3000 m z przeszkodami | Krystian Zalewski UKS Barnim Goleniów                                              | 8:35,48     | Mateusz Demczyszak WKS Śląsk Wrocław                                                | 8:37,72   | Marek Skorupa UKS Barnim Goleniów                                                  | 8:52,37 PB  |
| Bieg na 110 m przez płotki    | Artur Noga SKLA Sopot                                                              | 13,39 SB    | Damian Czykier KS Podlasie Białystok                                                | 13,73     | Dominik Bochenek SL Zawisza Bydgoszcz                                              | 13,75       |
| Bieg na 400 m przez płotki    | Patryk Dobek SKLA Sopot                                                            | 50,80       | Marcin Jabłoński KS Podlasie Białystok                                              | 51,12 PB  | Paweł Gwiazdoń AZS-AWF Katowice                                                    | 51,32 PB    |
| Sztafeta 4 × 100 m            | OŚ AZS Poznań Remigiusz Olszewski Jakub Adamski Artur Zaczek Adam Pawłowski        | 39,66 SB    | KS Podlasie Białystok Artur Wasilewski Damian Czykier Kamil Bijowski Kamil Kryński  | 40,17 SB  | KS AZS AWF Kraków Łukasz Ligięza Maciej Brzeziński Arnold Zdebiak Mateusz Jędrusik | 40,28 SB    |
| Sztafeta 4 × 400 m            | WKS Śląsk Wrocław Piotr Kuśnierz Marcin Marciniszyn Jakub Krzewina Łukasz Krawczuk | 3:06,66     | AZS-AWF Warszawa Bartosz Rożnowski Łukasz Ozdarski Szymon Ogonowski Artur Kuciapski | 3:08,03   | KS AZS AWF Wrocław Kacper Chłond Mateusz Kozłowski Kamil Podsiadło Rafał Omelko    | 3:08,24     |
| Chód na 20 km                 | Grzegorz Sudoł KS AZS AWF Kraków                                                   | 1:25:41     | Jakub Jelonek KS AZS AWF Kraków                                                     | 1:25:41   | Rafał Augustyn LKS Stal Mielec                                                     | 1:26:52     |
| Skok wzwyż                    | Sylwester Bednarek RKS Łódź                                                        | 2,25        | Szymon Kiecana KS Agros Zamość                                                      | 2,22      | Wojciech Theiner AZS-AWF Katowice                                                  | 2,18        |
| Skok o tyczce                 | Paweł Wojciechowski SL Zawisza Bydgoszcz                                           | 5,70        | Robert Sobera KS AZS AWF Wrocław                                                    | 5,60      | Piotr Lisek OSOT Szczecin                                                          | 5,40        |
| Skok w dal                    | Tomasz Jaszczuk WLKS Iganie Nowe                                                   | 7,87        | Krzysztof Tomasiak MKS-MOS Płomień Sosnowiec                                        | 7,65      | Andrzej Kuch KS AZS AWF Wrocław                                                    | 7,59        |
| Trójskok                      | Adrian Świderski WKS Śląsk Wrocław                                                 | 16,63       | Karol Hoffmann MKS Aleksandrów Łódzki                                               | 16,29 SB  | Bartosz Bonecki AZS Łódź                                                           | 16,06 PB    |
| Pchnięcie kulą                | Tomasz Majewski AZS-AWF Warszawa                                                   | 20,80 SB    | Michał Haratyk KS AZS AWF Kraków                                                    | 19,95 =PB | Konrad Bukowiecki PKS Gwardia Szczytno                                             | 19,75       |
| Rzut dyskiem                  | Piotr Małachowski WKS Śląsk Wrocław                                                | 65,60       | Robert Urbanek MKS Aleksandrów Łódzki                                               | 64,02     | Paweł Pasiński MKL Toruń                                                           | 59,69       |
| Rzut młotem                   | Paweł Fajdek KS Agros Zamość                                                       | 79,74       | Wojciech Nowicki KS Podlasie Białystok                                              | 73,80     | Arkadiusz Rogowski RKS Skra Warszawa                                               | 68,80       |
| Rzut oszczepem                | Marcin Krukowski KS Warszawianka                                                   | 80,76       | Krystian Bondarenko AZS-AWFiS Gdańsk                                                | 78,06 PB  | Marcin Plener RKS Skra Warszawa                                                    | 76,61 SB    |

### Kobiety
| Konkurencja:                  | 1. miejsce                                                                               | Rezultat    | 2. miejsce                                                                                      | Rezultat   | 3. miejsce                                                                       | Rezultat   |
| Bieg na 100 m                 | Marika Popowicz SL Zawisza Bydgoszcz                                                     | 11,44       | Marta Jeschke SKLA Sopot                                                                        | 11,50 SB   | Anna Kiełbasińska AZS-AWF Warszawa                                               | 11,52      |
| Bieg na 200 m                 | Anna Kiełbasińska AZS-AWF Warszawa                                                       | 22,94 PB    | Marta Jeschke SKLA Sopot                                                                        | 23,27 SB   | Weronika Wedler KS AZS AWF Wrocław                                               | 23,50 SB   |
| Bieg na 400 m                 | Patrycja Wyciszkiewicz SL Olimpia Poznań                                                 | 51,95       | Iga Baumgart BKS Bydgoszcz                                                                      | 52,13 PB   | Justyna Święty AZS-AWF Katowice                                                  | 52,53      |
| Bieg na 800 m                 | Joanna Jóźwik AZS-AWF Warszawa                                                           | 2:02,99     | Angelika Cichocka SKLA Sopot                                                                    | 2:03,28    | Syntia Ellward WKS Flota Gdynia                                                  | 2:04,72    |
| Bieg na 1500 m                | Sofia Ennaoui LKS Lubusz Słubice                                                         | 4:12,12     | Angelika Cichocka SKLA Sopot                                                                    | 4:12,71    | Danuta Urbanik KKS Victoria Stalowa Wola                                         | 4:13,73 SB |
| Bieg na 5000 m                | Renata Pliś MKL Maraton Świnoujście                                                      | 15:36,18 SB | Dominika Nowakowska LKB im. Braci Petk Lębork                                                   | 15:46,20   | Dominika Napieraj KS AZS AWF Wrocław                                             | 15:55,96   |
| Bieg na 3000 m z przeszkodami | Katarzyna Kowalska LKS Vectra Włocławek                                                  | 9:55,39     | Matylda Kowal CWKS Resovia Rzeszów                                                              | 10:10,63   | Mariola Ślusarczyk UKS Victoria Józefów                                          | 10:18,87   |
| Bieg na 100 m przez płotki    | Karolina Kołeczek MUKS Wisła Junior Sandomierz                                           | 12,92       | Urszula Bhebhe AZS-AWF Warszawa                                                                 | 13,49 SB   | Katarzyna Hyjek KS AZS-AWF Wrocław                                               | 13,63 PB   |
| Bieg na 400 m przez płotki    | Joanna Linkiewicz KS AZS AWF Wrocław                                                     | 56,38       | Emilia Ankiewicz AZS-AWF Warszawa                                                               | 57,02      | Tina Matusińska AZS-AWF Katowice                                                 | 57,13 SB   |
| Sztafeta 4 × 100 m            | KS AZS AWF Wrocław Agata Forkasiewicz Weronika Wedler Angelika Stępień Joanna Linkiewicz | 44,50 SB    | UKS 19 Bojary Białystok Klaudia Konopko Martyna Dąbrowska Katarzyna Sokólska Sylwia Kasjanowicz | 44,72 SB   | SKLA Sopot Katarzyna Wesołowska Marta Jeschke Paulina Klawiter Karolina Tymińska | 44,90 SB   |
| Sztafeta 4 × 400 m            | AZS-AWF Warszawa Dominika Muraszewska Weronika Wyka Emilia Ankiewicz Joanna Jóźwik       | 3:34,98 SB  | AZS-AWFiS Gdańsk Klaudia Gołąbek Aleksandra Maliszewska Anna Dobek Agnieszka Karczmarczyk       | 3:39,40 SB | AZS-AWF Katowice Katarzyna Kopyto Monika Szczęsna Tina Matusińska Justyna Święty | 3:40,40    |
| Chód na 20 km                 | Monika Kapera AZS-AWF Katowice                                                           | 1:35:26     | Agnieszka Szwarnóg KS AZS AWF Kraków                                                            | 1:37:04    | Katarzyna Golba AZS-AWF Katowice                                                 | 1:37:54    |
| Skok wzwyż                    | Kamila Lićwinko KS Podlasie Białystok                                                    | 1,98 SB     | Izabela Mikołajczyk KS Warszawianka                                                             | 1,86 SB    | Aneta Rydz RLTL ZTE Radom                                                        | 1,86 PB    |
| Skok o tyczce                 | Justyna Śmietanka AZS-AWF Warszawa                                                       | 4,20 =PB    | Olga Frąckowiak AZS-AWFiS Gdańsk                                                                | 4,10       | Katarzyna Cerbińska KS AZS AWF Wrocław                                           | 3,90 PB    |
| Skok w dal                    | Teresa Dobija AZS Łódź                                                                   | 6,43 SB     | Karolina Zawiła KS AZS AWF Wrocław                                                              | 6,37 SB    | Ewa Rosiak KS Stal Ostrów Wlkp.                                                  | 6,20 PB    |
| Trójskok                      | Małgorzata Trybańska-Strońska KS AZS AWF Kraków                                          | 13,46 SB    | Anna Starzak KS AZS-AWF Biała Podlaska                                                          | 13,32      | Martyna Bielawska AZS Łódź                                                       | 13,27 SB   |
| Pchnięcie kulą                | Paulina Guba OKS Start Otwock                                                            | 17,63       | Agnieszka Maluśkiewicz OŚ AZS Poznań                                                            | 16,57      | Anna Wloka LUKS Podium Kup                                                       | 16,42      |
| Rzut dyskiem                  | Żaneta Glanc OŚ AZS Poznań                                                               | 59,30       | Joanna Wiśniewska LKS Polkowice                                                                 | 58,11      | Daria Zabawska KS Podlasie Białystok                                             | 57,22      |
| Rzut młotem                   | Anita Włodarczyk RKS Skra Warszawa                                                       | 78,24       | Joanna Fiodorow OŚ AZS Poznań                                                                   | 69,44      | Malwina Kopron OŚ AZS Poznań                                                     | 67,74      |
| Rzut oszczepem                | Marcelina Witek SKLA Sopot                                                               | 56,80 SB    | Marta Kąkol AZS-AWFiS Gdańsk                                                                    | 56,34 PB   | Urszula Jakimowicz SKLA Sopot                                                    | 53,17 SB   |

## Chód na 50 km
Zawody o mistrzostwo Polski mężczyzn w chodzie na 50 kilometrów odbyły się w słowackiej miejscowości Dudince 21 marca w ramach mityngu Dudinská Päťdesiatka.
| Konkurencja:  | 1. miejsce                      | Rezultat   | 2. miejsce                 | Rezultat | 3. miejsce                     | Rezultat   |
| Chód na 50 km | Rafał Augustyn OTG Sokół Mielec | 3:43:55 PB | Łukasz Nowak OŚ AZS Poznań | 3:44:53  | Adrian Błocki AZS-AWF Katowice | 3:49:30 PB |

## Biegi przełajowe
87. mistrzostwa Polski w biegach przełajowych zostały rozegrane 22 marca w Iławie. Kobiety startowały na dystansie 5 kilometrów, a mężczyźni na 4 kilometry i na 10 kilometrów.
| Konkurencja:      | 1. miejsce                                | Rezultat | 2. miejsce                                    | Rezultat | 3. miejsce                    | Rezultat |
| Mężczyźni (4 km)  | Tomasz Osmulski RKS Łódź                  | 11:39    | Miłosz Borowski MKS Durasan Płońsk            | 11:43    | Artur Olejarz MKL Szczecin    | 11:44    |
| Mężczyźni (10 km) | Arkadiusz Gardzielewski WKS Śląsk Wrocław | 30:15    | Adam Nowicki MKL Szczecin                     | 30:17    | Tomasz Szymkowiak MKS Toruń   | 30:29    |
| Kobiety (5 km)    | Dominika Napieraj AZS-AWF Wrocław         | 16:23    | Dominika Nowakowska LKB im. Braci Petk Lębork | 16:29    | Matylda Kowal Resovia Rzeszów | 16:30    |

## Maraton
85. mistrzostwa Polski mężczyzn w biegu maratońskim rozegrane zostały 26 kwietnia 2015 w Warszawie w ramach trzeciej edycji Orlen Warsaw Marathon.
35. mistrzostwa Polski kobiet w biegu maratońskim rozegrane zostały 19 kwietnia w ramach DOZ Maratonu z PZU w Łodzi.
| Konkurencja:           | 1. miejsce                             | Rezultat   | 2. miejsce                                       | Rezultat   | 3. miejsce                                                           | Rezultat |
| Mężczyźni (26.04.2015) | Henryk Szost WKS Grunwald Poznań       | 2:10:11    | Jakub Nowak LŁKS Prefbet Świadowo Łomża          | 2:14:09 PB | Artur Kozłowski MULKS MOS Sieradz                                    | 2:14:43  |
| Kobiety (19.04.2015)   | Monika Stefanowicz WKS Grunwald Poznań | 2:29:28 PB | Agnieszka Mierzejewska MKS-MOS Płomień Sosnowiec | 2:30:55 PB | Ewa Kucharska MKS Iskra Pszczyna Izabela Trzaskalska AZS UMCS Lublin | 2:47:24  |

## Bieg na 10 000 m
Mistrzostwa Polski w biegu na 10 000 metrów zostały rozegrane 16 maja w Wieliczce.
| Konkurencja: | 1. miejsce                                           | Rezultat    | 2. miejsce                        | Rezultat    | 3. miejsce                | Rezultat    |
| Mężczyźni    | Marek Skorupa Barnim Goleniów                        | 29:36,08    | Paweł Szostak AZS-AWF Warszawa    | 29:37,46 PB | Adam Nowicki MKL Szczecin | 29:39,23 PB |
| Kobiety      | Paulina Kaczyńska WMLKS Pomorze Stargard Szczeciński | 33:26,59 PB | Dominika Napieraj AZS-AWF Wrocław | 33:53,40 PB | Angelika Mach AZS UMCS    | 34:43,12 PB |

## Wieloboje
Mistrzostwa Polski w wielobojach zostały rozegrane 6 i 7 czerwca w Krakowie.
| Konkurencja:            | 1. miejsce                       | Rezultat     | 2. miejsce                       | Rezultat     | 3. miejsce                        | Rezultat     |
| Dziesięciobój Mężczyźni | Paweł Wiesiołek Warszawianka     | 7657 pkt.    | Michał Krawczyk AZS-AWF Warszawa | 6953 pkt. PB | Krzysztof Miara AZS-AWF Warszawa  | 6796 pkt. PB |
| Siedmiobój Kobiety      | Izabela Mikołajczyk Warszawianka | 5823 pkt. SB | Magdalena Sochoń Warszawianka    | 5696 pkt. PB | Klaudia Muchlada AZS-AWFiS Gdańsk | 5266 pkt. PB |

## Bieg na 5 km
4. mistrzostwa Polski mężczyzn w biegu ulicznym na 5 kilometrów zostały rozegrane 13 czerwca w Warszawie. Mistrzostwa kobiet rozegrane zostały 30 sierpnia w Siedlcach.
| Konkurencja:           | 1. miejsce                        | Rezultat | 2. miejsce                                    | Rezultat | 3. miejsce                                      | Rezultat |
| Mężczyźni (13.06.2015) | Artur Kozłowski MULKS MOS Sieradz | 14:21    | Emil Dobrowolski LŁKS Prefbet Świadowo Łomża  | 14:26    | Artur Kern MKS Unia Hrubieszów                  | 14:29    |
| Kobiety (30.08.2015)   | Dominika Napieraj AZS-AWF Wrocław | 16:39    | Dominika Nowakowska LKB im. Braci Petk Lębork | 16:40    | Justyna Korytkowska LŁKS Prefbet Śniadowo Łomża | 17:08    |

## Bieg na 10 km
6. mistrzostwa Polski w biegu ulicznym na 10 kilometrów mężczyzn zostały rozegrane 1 sierpnia w Gdańsku. 4. mistrzostwa kobiet rozegrane zostały 29 sierpnia w Łodzi w ramach Biegu Fabrykanta.
| Konkurencja:           | 1. miejsce                                | Rezultat | 2. miejsce                        | Rezultat | 3. miejsce                                | Rezultat |
| Mężczyźni (01.08.2015) | Marcin Chabowski STS Pomerania Szczecinek | 29:14    | Artur Kozłowski MULKS MOS Sieradz | 29:31    | Arkadiusz Gardzielewski WKS Śląsk Wrocław | 29:50    |
| Kobiety (29.08.2015)   | Katarzyna Kowalska LKS Vectra Włocławek   | 33:36    | Dominika Napieraj AZS-AWF Wrocław | 33:48    | Iwona Lewandowska LKS Vectra Włocławek    | 33:49    |

## Półmaraton
Mistrzostwa Polski w półmaratonie zostały rozegrane 6 września w Pile.
| Konkurencja: | 1. miejsce                              | Rezultat | 2. miejsce                               | Rezultat | 3. miejsce                                | Rezultat |
| Mężczyźni    | Artur Kozłowski MULKS MOS Sieradz       | 1:04:36  | Mariusz Giżyński WKS Grunwald Poznań     | 1:04:52  | Arkadiusz Gardzielewski WKS Śląsk Wrocław | 1:05:23  |
| Kobiety      | Katarzyna Kowalska LKS Vectra Włocławek | 1:12:39  | Anna Szyszka LŁKS Prefbet Śniadowo Łomża | 1:15:36  | Karolina Pilarska WKB Meta Lubliniec      | 1:16:50  |